# Citânia de Sanfins
Die Citânia de Sanfins liegt etwa fünf Kilometer nördlich von Paços de Ferreira, und 30 km nordöstlich von Porto im Norden Portugals. Die 15 Hektar große Höhensiedlung der Castrokultur wurde von den Römern umgestaltet und bis ins Mittelalter genutzt, so dass insbesondere aus der vorrömischen Epoche wenig bauliche Substanz erhalten blieb. 

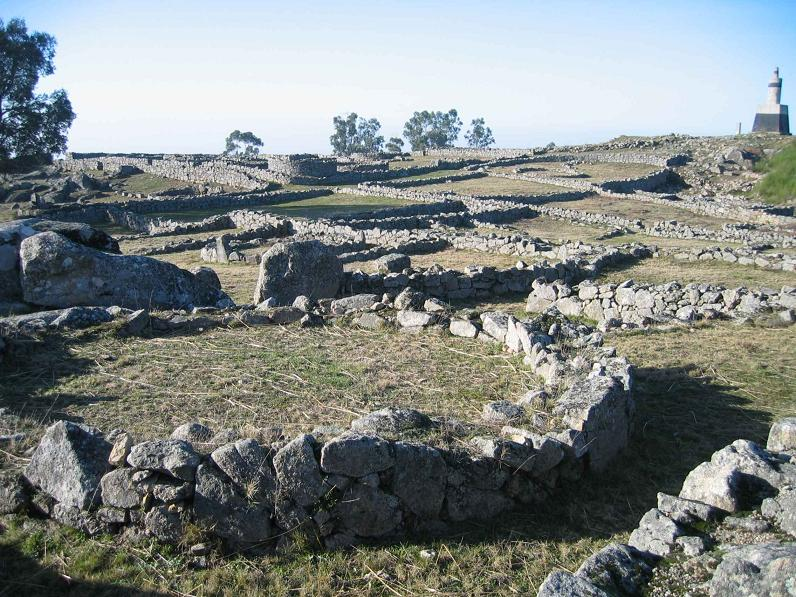
Sanfins

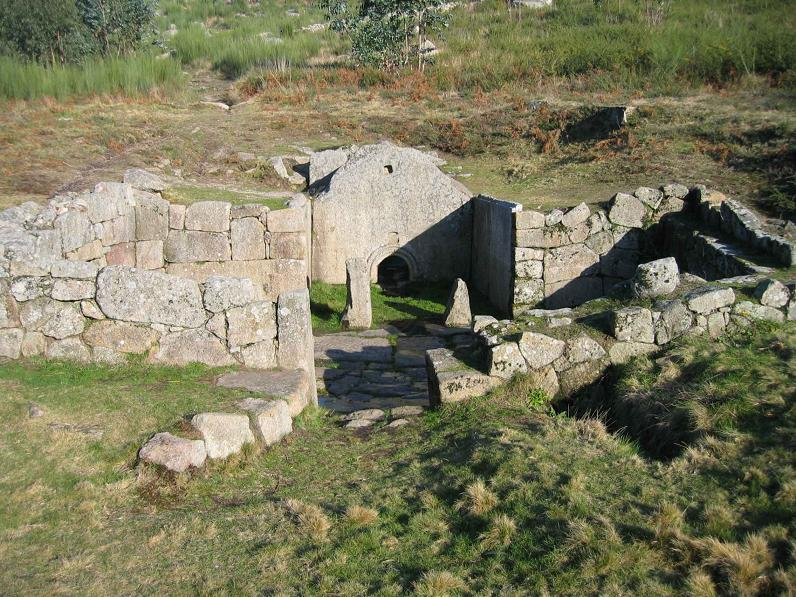
Pedra Formosa von Sanfins

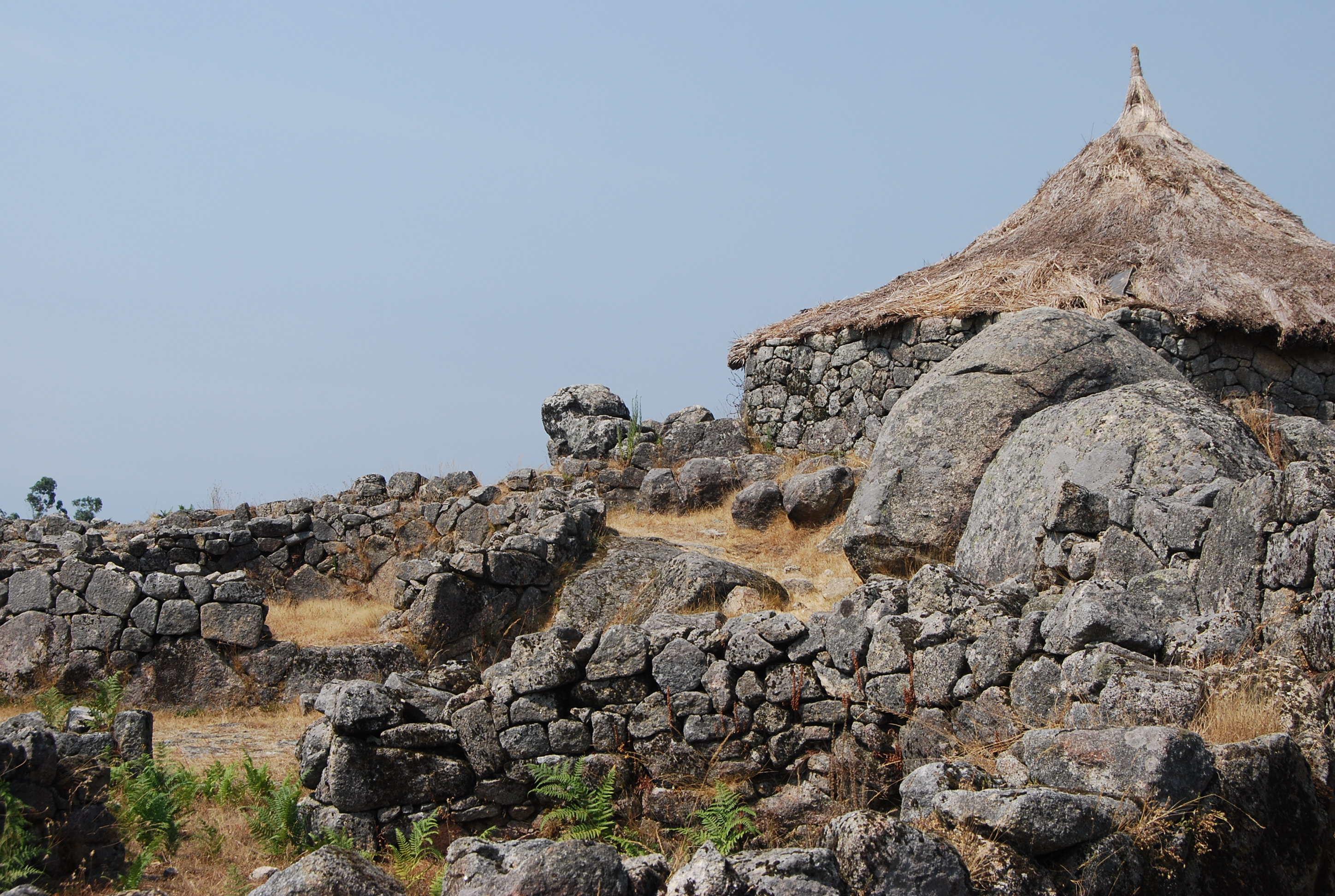
Rekonstruktionen in Sanfins

Sanfins gehört zu den seit 1944 archäologisch mehrfach untersuchten und restaurierten Plätzen des Landes, der zum Nationaldenkmal erklärt und in einen „archäologischen Park“ umgewandelt wurden. Diese eisenzeitliche Siedlung liegt im Land der Callaeci Bracari. Es war vielleicht der Hauptort der keltischen Nemetati (von nemeton, heiliger Platz) die mit den Inschriften des Kriegsgottes Cosus Nemedecus zu verbinden sind.

## Siedlung
Die oberflächigen Bauten um den höchsten Punkt des Hügels zeigen deutlich den Einfluss der römischen Besatzer. Daneben sind aus den Fundamenten abgeleitete Rundbauten mit Spitzdächern rekonstruiert worden, die die heimische Tradition spiegeln. Neben diesen ältesten Mauerresten auf der Oberfläche ist im südwestlichen Außenbereich eine Pedra Formosa erhalten, die zu den vollständigsten in Portugal gehört.

## Funde
Zu den vorrömischen Funden gehören Fibeln und das Stück eines goldenen Halsrings. Herausragende Stücke sind vier Fragmente von mindestens zwei keltisch-lusitanische Kriegerstatuen (port. „Guerreiro Lusitano“). Funde wie Scharnierfibeln und Münzen stammen aus römischer Zeit. 
In der Casa da Igreja im Orte Sanfins ist das Museum der Citânia eingerichtet. 